# Danish Qayyum
Danish Qayyum (* 2. Februar 2002 in Singapur), mit vollständigen Namen Danish Qayyum Putra Shahrin Azhar ist ein singapurischer Fußballspieler.

## Karriere
Danish Qayyum erlernte das Fußballspielen in der Schulmannschaft der Meridian Secondary in Singapur. 2018 stand er beim Erstligisten Home United unter Vertrag. Hier wurde er in der Reservemannschaft eingesetzt. 2019 wechselte er zu Geylang International. Der Verein spielte in der ersten Liga, der Singapore Premier League. Sein Erstligadebüt feierte er am 24. April 2019 im Spiel gegen Home United. Hier wurde er in der 78. Minute für Fareez Farhan eingewechselt. Im Februar 2021 wechselte er zu den Young Lions. Die Young Lions sind eine U23-Mannschaft, die 2002 gegründet wurde. In der Elf spielen U23-Nationalspieler und auch Perspektivspieler. Ihnen soll die Möglichkeit gegeben werden, Spielpraxis in der ersten Liga, der Singapore Premier League, zu sammeln. Nach 32 Erstligaspielen wechselte er zu Beginn der Saison 2023 zu den ebenfalls in der ersten Liga spielenden Lion City Sailors. Bis zum Sommer 2023 bestritt er ein Ligaspiel. Am 13. Juli 2023 trat er seinen Militärdienst an.